# Украинский свободный университет
Украи́нский свобо́дный университе́т, (нем. Ukrainische Freie Universität, укр. Український вільний університет) — высшее учебное заведение, созданное украинскими эмигрантами в Вене 17 января 1921 г. Осенью того же года университет переехал в Прагу. Университет пользовался для занятий аудиториями пражского Клементинума; канцелярия до 1934 года располагалась на Штепанской, 47, затем — на улице Ве Смечках, 27.
В 1945 г., после отступления немецких войск, университет переехал в Мюнхен, где находится в настоящее время.
Среди преподавателей университета были крупнейшие украинские учёные-эмигранты. Многие из основателей и деятелей университета (В. Кубийович и другие) участвовали в борьбе за независимость Украины в 1917—1924 гг., а также на стороне ОУН-УПА в 1941—1945 гг.
Среди преподавателей университета в разные годы были: В. Кубийович, А. Волошин, А. Оглоблин, Н. Полонская-Василенко, В. П. Петров (Домонтович, Бэр), И. Я. Горбачевский , Н. К. Железняк и другие.
В 1992 г. Министерство образования Украины признало дипломы университета на территории Украины.

## История
Украинский свободный университет (УФУ) был создан в Вене 17 января 1921 года. Идея организовать украинский университет в изгнании пришла от украинских учёных, некоторые из которых преподавали на кафедрах в российских и иных университетах. Осенью 1921 года этот университет был переведен в Прагу, Чехословакия. Правительство принимающей страны предоставило УФУ полную академическую аккредитацию и оказало университету финансовую поддержку. УФУ получил широкое признание во время своего пражского периода из-за значительной и продуктивной преподавательской деятельности, исследованиям и публикациям.
После Второй мировой войны УФУ обосновался в Мюнхене, Германия. Министерский указ от 16 сентября 1950 года, который назывался «Свободное государство Бавария», гарантировал предоставление некоторых привилегий. В последующий период различные баварские университетские законы и указы министров эти привилегии подтвердили. Финансовая поддержка со стороны федерального правительства Германии и Баварии способствовала проведению достойных исследований, публикаций и преподавательской деятельности. Университет стал признанным западноевропейским научным центром, специализирующимся на изучении Украины в составе СССР и украинской диаспоры.
Акцент в университете был сделан на изучении украинской истории, литературы, культуры, права и политики. Немецкая и баварская финансовая помощь прекратилась в годы независимости Украины, так как предполагалось, что покровительство Университета будет обеспечено Украиной. Министерство образования Украины признало докторские указы УФУ в ноябре 1992 года. На сегодняшний день финансирование правительства Украины не началось. Таким образом, с 2009 года Украинский свободный университет полностью опирается на собственные ресурсы.
За прошедшие годы Университет превратился из «университета в изгнании» в полноценную, хотя и высокоспециализированную, аспирантуру Европейского Союза. Тем не менее, УФУ сохранил свою уникальность. В своей научно-исследовательской и издательской деятельности университет ориентируется прежде всего на Украину и украинские предметы.

## Структура
Университет имеет три направления. Факультет Украиноведения концентрируется на различных дисциплинах на украинском языке. Основой обучения здесь являются культура, литература и история.
На Философском факультете изучают оставшиеся гуманитарные дисциплины, такие как философия, изобразительное искусство, музыка, преподавательская подготовка и религия.
Факультет Государственного Управления и Политэкономии объединяет такие общественно-научные дисциплины, как политология, экономика и бизнес, социология, психология и правоведение.

## Академические программы
Украинский свободный университет является единственным частным университетом в мире, который, хотя и находится за пределами Украины, предлагает программы обучения в области социальных и гуманитарных наук, преимущественно на украинском языке. Чтобы иметь возможность поступить в этот университет, нужно свободно говорить по-украински.
Магистерские программы требуют от двух до трех семестров курсовой работы, магистерской диссертации и устной защиты диссертации. Докторские программы предусматривают три семестра курсовой работы, докторскую диссертацию, философский комплекс и защиту устной диссертации. Дипломные работы обычно пишутся на украинском языке. В исключительных случаях может быть разрешено писать на других. Период обучения в зимнем семестре длится с начала ноября до середины декабря и с конца января до начала марта. Летний семестр — с начала мая до конца июля.
Большинство преподавателей Украинского свободного университета одновременно занимают постоянные академические должности в высших учебных заведениях Европейского Союза, Америки, Канады и Украины.

## Известные профессора
- Историки: Дмитрий Дорошенко, Михаил Миллер, Александр Оглоблин, Ярослав Пастернак, Наталия Полонская-Василенко, Вадим Щербаковский;
- Географы: С. Рудницкий, В. Кубийович;
- Филологи: С. Смаль-Стоцкий, А. Колесса, Ю. Шевелёв, Я. Рудницкий, А. Горбач;
- Философы: Д. Чижевский, И. Мирчук, А. Кульчицкий, В. Янив;
- Этнографы: З. Кузеля, В. Петров;
- Историки искусства: Д. Антонович (ректор), В. Залозецкий;
- Историки Церкви: В. Беднов, Н. Чубатый, А. Лотоцкий;
- Юристы: С. Днистрянский, О. Эйхельман, Р. Лащенко, В. Старосольский, А. Яковлев, Л. Окиншевич, В. Панейко, С. Шелухин;
- Экономисты: В. Тимошенко, А. Мицюк, Е. Гловинский, И. Кабачков.